# Rokas Jokubaitis
Rokas Jokubaitis (Mažeikiai, 19 novembre 2000) è un cestista lituano.

## Carriera
È stato selezionato dagli Oklahoma City Thunder al secondo giro del Draft NBA 2021 (34ª scelta assoluta).
Con la Lituania ha disputato i Campionati europei del 2022.

## Statistiche

### Eurolega
| Anno      | Squadra         | PG  | PT | MP   | TC%  | 3P%  | TL%  | RP  | AP  | PRP | SP  | PP  |
| --------- | --------------- | --- | -- | ---- | ---- | ---- | ---- | --- | --- | --- | --- | --- |
| 2018-2019 | Žalgiris Kaunas | 12  | 0  | 5,8  | 50,0 | 20,0 | 80,0 | 0,5 | 0,6 | 0,0 | 0,1 | 2,6 |
| 2019-2020 | Žalgiris Kaunas | 10  | 0  | 6,4  | 44,4 | 50,0 | 75,0 | 0,5 | 1,3 | 0,3 | 0,0 | 2,2 |
| 2020-2021 | Žalgiris Kaunas | 31  | 5  | 20,9 | 45,4 | 38,8 | 75,6 | 1,7 | 2,5 | 0,5 | 0,0 | 7,0 |
| 2021-2022 | Barcellona      | 37  | 2  | 16,8 | 56,3 | 56,8 | 71,4 | 1,6 | 2,6 | 0,4 | 0,0 | 7,1 |
| 2022-2023 | Barcellona      | 39  | 0  | 14,8 | 41,6 | 41,3 | 77,6 | 2,0 | 2,6 | 0,3 | 0,1 | 5,3 |
| 2023-2024 | Barcellona      | 36  | 2  | 15,5 | 44,3 | 27,7 | 65,2 | 1,7 | 2,8 | 0,3 | 0,1 | 5,3 |
| Carriera  | Carriera        | 165 | 9  | 15,4 | 47,0 | 40,6 | 74,2 | 1,6 | 2,4 | 0,3 | 0,0 | 5,6 |

## Palmarès

### Squadra
- Campionato lituano: 4

Žalgiris Kaunas: 2017-18, 2018-19, 2019-20, 2020-21
- Coppa di Lituania: 2

Žalgiris Kaunas: 2019-20, 2020-21
- Copa del Rey: 1

Barcellona: 2022
- Liga catalana: 2

Barcellona: 2022, 2023
- Campionato spagnolo: 1

Barcellona: 2022-23
- Coppa di Israele: 1

Maccabi Tel Aviv: 2025
- Coppa di Lega israeliana: 1

Maccabi Tel Aviv: 2024

### Individuale
- Euroleague Rising Star Trophy: 1

Barcellona: 2021-22
- MVP Coppa di Israele: 1

Maccabi Tel Aviv: 2025